# Użyteczność (ekonomia)
Użyteczność – zdolność dobra do zaspokajania potrzeb. Określa subiektywną przyjemność, pożytek lub zadowolenie płynące z konsumowanych (ew. posiadanych) dóbr. W szerszym ujęciu jest to satysfakcja i przyjemność wobec korzyści jaką osiągają konsumenci w wyniku użycia (konsumpcji) jakiegoś dobra. 
W ekonomii przyjmuje się, że ludzie podejmują pewne działania gdyż zapewnia im to użyteczność
Wartość użyteczności pozwala subiektywnie określić, ile zadowolenia dostarczają konsumentowi konsumowane przez niego produkty i usługi. Możliwe jest też istnienie użyteczności ujemnej, która informuje, że konsumpcja danego dobra (czy danej ilości dobra, czy w dany sposób) sprawia konsumentowi przykrość. Przykładowo konsumpcja pierwszych dwóch pączków będzie miała dla przeciętnego człowieka wysoką użyteczność, kolejnych trzech − wciąż użyteczność dodatnią, jednak już mniejszą. Spożycie szóstego pączka może się okazać dla konsumenta obojętne (nie jest już ani przyjemnością, ani też nie sprawia mu przykrości − użyteczność zerowa). Natomiast zjedzenie siódmego i kolejnych pączków, może sprawiać spożywającemu przykrość (objedzenie, ból brzucha, zbyt duża ilość cukru, rozterki związane z tyciem itp.). 
Do takiej sytuacji odnosi się prawo malejącej użyteczności krańcowej (I Prawo Gossena).